# 多孔粘盲鰻
多孔黏盲鳗，为盲鳗科黏盲鳗属的鱼类。分布於東南太平洋區的智利海域，屬底棲魚類，棲息深度在水深10至350公尺，體長可達93公分，棲息在泥底質海域。